# Sintomas Mórbidos: A encruzilhada da esquerda brasileira
Sintomas Mórbidos: A encruzilhada da esquerda brasileira é um livro escrito pela socióloga brasileira Sabrina Fernandes. Lançado em 2019, o título da obra remete ao interregno pensado pelo revolucionário italiano Antonio Gramsci na famosa passagem do seu Cadernos do Cárcere: "o velho está morrendo e o novo não pode nascer; neste interregno, uma grande variedade de sintomas mórbidos aparece". A partir deste pensamento, a autora aborda temas relacionados às jornadas de junho e a subsequente crise político-econômica no Brasil de 2014 a 2018, analisando a ascensão da extrema-direita, o fenômeno da pós-política e a fragmentação das esquerdas no país. A primeira impressão do livro esgotou-se em um mês, vendendo mais de 5 mil exemplares.

## Elaboração
O livro é fruto da premiada tese de doutourado de Fernandes. Em 2013, estudando na universidade canadense Carleton University, a socióloga assistiu às manifestações à distância. Já no Brasil nos anos seguintes, acompanhou de perto protestos em Brasília, Belo Horizonte e Rio de Janeiro, além de registrar reuniões de partidos políticos e movimentos sociais. Durante o trabalho etnográfico, escreveu anotações referentes a mais de 600 militantes do PSOL, PSTU, PCB, Movimento dos Trabalhadores Sem Teto, Movimento Passe Livre, Brigadas Populares, entre outros. A autora tem como método uma pesquisa bibliográfica na qual propõe uma reflexão com base na teoria crítica. Por isso, desenvolve seu trabalho tendo como referência autores marxistas.

## Recepção
Com mais de cinco mil exemplares vendidos em sua primeira impressão, o livro foi descrito pela Le Monde diplomatique como um exemplo do exercício da imaginação sociológica cuja ausência no pensamento social e político torna incapaz a distinção de causa e efeito, problema e sintoma, tática e estratégia.